# Ochreinauclea
Ochreinauclea är ett släkte av måreväxter. Ochreinauclea ingår i familjen måreväxter.
Kladogram enligt Catalogue of Life:
| Ochreinauclea | \| \| Ochreinauclea maingayi \| \| \| \| \| \| Ochreinauclea missionis \| \| \| \| |
|               | \| \| Ochreinauclea maingayi \| \| \| \| \| \| Ochreinauclea missionis \| \| \| \| |
|               | Ochreinauclea maingayi                                                             |
|               |                                                                                    |
|               | Ochreinauclea missionis                                                            |
|               |                                                                                    |